# Hipòmenes
Hipòmenes, (en grec antic: Ἰππομένης) va ser, segons la mitologia grega, un heroi grec, fill de Megareu, cabdill d'Onquestos, i de Mèrope.
Es va voler casar amb Atalanta, però ella no desitjava el matrimoni, ja que s'havia de mantenir verge per estar dedicada a Àrtemis. Obligava els pretendents a competir en una cursa contra ella i als que l'avançaven, els matava. Hipòmenes va competir amb Atalanta, però com que no era prou ràpid, va sol·licitar l'ajut d'Afrodita. La deessa li va donar tres pomes d'or del jardí de les Hespèrides, segons algunes versions, perquè les llancés fora de pista al davant de la seua competidora, i, mentre aquesta s'entretenia collint-les, ell la pogués avançar. Així va guanyar la cursa i van casar-se. Però Hipòmenes no es va recordar de fer el sacrifici d'agraïment a Afrodita, i per això la deessa el va exhortar a profanar amb la seua muller el santuari de Cíbele, i aquesta, indignada, els va transformar en lleons. Aquests lleons els va junyir al seu carro i així Cíbele va en un carro estirat per Hipòmenes i Atalanta en forma de lleons.
Apol·lodor atribueix aquesta història a Melanió fill d'Amfidamant.